# Dasyatis say
Dasyatis say är en rockeart som först beskrevs av Charles Alexandre Lesueur 1817.  Dasyatis say ingår i släktet Dasyatis och familjen spjutrockor. IUCN kategoriserar arten globalt som livskraftig. Inga underarter finns listade i Catalogue of Life.